# Amblyteles arcticus
Amblyteles arcticus là một loài tò vò trong họ Ichneumonidae.